# Baataryn Chulangoo
Baataryn Chulangoo (* 21. April 1994; mongolisch Баатарын Хулангоо, international bekannt als Khulangoo Baatar) ist eine mongolische Badmintonspielerin. 

## Karriere
Baataryn Chulangoo belegte bei den Mongolia International 2009 Rang drei, ein Jahr später dort Rang zwei. 2012 startete sie beim Korea Open Grand Prix. 2014 nahm sie an den Asienspielen teil. Dort schied sie jedoch jeweils in der Vorrunde aus. 2016 gewann sie die Mongolische Badmintonmeisterschaft.